# Vila Seca (Condeixa-a-Nova)
Vila Seca ist ein Ort und eine ehemalige Gemeinde (Freguesia) im portugiesischen Kreis Condeixa-a-Nova. Die Gemeinde hatte 907 Einwohner (Stand 30. Juni 2011).
Am 29. September 2013 wurden die Gemeinden Vila Seca und Bem da Fé zur neuen Gemeinde União das Freguesias de Vila Seca e Bem da Fé zusammengeschlossen. Vila Seca ist Sitz dieser neu gebildeten Gemeinde.